# Közép-Tisza
Közép-Tisza este o arie protejată (arie specială de conservare — SAC, sit de importanță comunitară — SCI) din Ungaria întinsă pe o suprafață de 14.235,59 ha, integral pe uscat.

## Localizare
Centrul sitului Közép-Tisza este situat la coordonatele 46°56′22″N 20°08′22″E / 46.939444°N 20.139444°E.

## Înființare
Situl Közép-Tisza a fost declarat sit de importanță comunitară în mai 2004 pentru a proteja 1 specie de plante și 29 de specii de animale. Situl a fost protejat și ca arie specială de conservare în februarie 2010.

## Biodiversitate
Situată în ecoregiunea panonică, aria protejată conține 9 habitate naturale: Lacuri eutrofice naturale cu vegetație de tip Magnopotamion sau Hydrocharition, Pajiști aluvionare inundabile, de Cnidion dubii, Păduri aluvionare cu Alnus glutinosa și Fraxinus excelsior (Alno-Padion, Alnion incanae, Salicion albae), Păduri mixte riverane de Quercus robur, Ulmus laevis și Ulmus minor, Fraxinus excelsior sau Fraxinus angustifolia, de-a lungul marilor râuri (Ulmenion minoris), Râuri cu maluri nămoloase cu vegetație de Chenopodion rubri p.p. și Bidention p.p., Stepe și mlaștini sărate panonice, Liziere de ierburi înalte hidrofile de câmpie și de nivel montan până la alpin, Pajiști stepice panonice pe loess, Ape stătătoare oligotrofe până la mezotrofe, cu vegetație de Littorelletea uniflorae și/sau de Isoëto-Nanojuncetea.
La baza desemnării sitului se află mai multe specii protejate:
- plante (1): Cirsium brachycephalum
- amfibieni (2): buhai de baltă cu burta roșie (Bombina bombina), triton cu creastă dobrogean (Triturus dobrogicus)
- mamifere (8): liliac cârn (Barbastella barbastellus), castor (Castor fiber), vidră de râu (Lutra lutra), liliac cu urechi mari (Myotis bechsteinii), liliac cu urechi de șoarece (Myotis blythii), liliac de iaz (Myotis dasycneme), liliac cărămiziu (Myotis emarginatus), liliac comun (Myotis myotis)
- nevertebrate (6): croitorul mare al stejarului (Cerambyx cerdo), Cucujus cinnaberinus, Gortyna borelii lunata, rădașcă (Lucanus cervus), fluturele purpuriu (Lycaena dispar), Unio crassus
- pești (12): avat (Aspius aspius), zvârluga (Cobitis taenia), romanogobio albipinnatus (Gobio albipinnatus), Gymnocephalus baloni, răspăr (Gymnocephalus schraetzer), țipar (Misgurnus fossilis), săbiță (Pelecus cultratus), boarță (Rhodeus sericeus amarus), dunăriță (Sabanejewia aurata), țigănuș (Umbra krameri), fusar (Zingel streber), pietrar (Zingel zingel)
- reptile (1): țestoasa de baltă (Emys orbicularis)

Pe lângă speciile protejate, pe teritoriul sitului au mai fost identificate 3 specii de nevertebrate, 2 specii de pești.